# Карл Вильгельм (князь Нассау-Узингена)
Карл Вильгельм Нассау-Узингенский (нем. Karl Wilhelm von Nassau-Usingen; 9 ноября 1735, Узинген — 17 мая 1803, Бибрих) — князь Нассау-Узингена в 1775—1803 годах. Формально правил также в Нассау-Саарбрюккене в 1797—1803 годах.

## Биография
Карл Вильгельм — старший сын князя Карла Нассау-Узингенского и Кристины Вильгельмины Саксен-Эйзенахской, дочери Иоганна Вильгельма Саксен-Эйзенахского. В 1770 году Карл Вильгельм Нассау-Узингенский получил звание генерал-лейтенанта инфантерии, наследовал отцу в 1775 году. В 1789 году дослужился до генерала, в 1790 году назначен командиром валлонского полка.
В 1783 году Карл Вильгельм заключил с правителями Нассау-Саарбрюккена, Нассау-Вейльбурга и Нассау-Дица договор о наследовании в обеспечение единства нассауских земель. По этому соглашению наследниками являлись только старшие сыновья. После смерти Генриха Людвига, номинального правителя оккупированного французами Нассау-Саарбрюккена, Карл Вильгельм получил Саарбрюккен, но до 1793 года княжество находилось в оккупации у французских революционных войск. Согласно Люневильскому миру земли по левому берегу Рейна отошли Франции. В результате медиатизации князь Карл Вильгельм получил в качестве компенсации Майнцское и Кёльнское курфюршество, а также Пфальц и Гессен. В том же году князь умер, ему в Нассау наследовал брат Фридрих Август.

## Семья
Карл Вильгельм Нассау-Узингенский женился 16 апреля 1760 года на графине Каролине Фелицитас Лейнинген-Лангсберг-Гейдесгеймской (1734—1810), дочери графа Кристиана Карла Рейнгарда Лейнинген-Дагсбургского. У супругов родилось 4 детей:
- Карл Вильгельм (26 марта 1761 — 10 марта 1763).
- Каролина Поликсена (4 апреля 1762 г. - 17 августа 1823 г.) - вышла замуж за ландграфа Фридриха III Гессен-Кассель-Румпенгеймского. Благодаря этому браку Каролина Поликсена стала родоначальницей существующей поныне ветви Гессен-Кассель-Румпенгейм.
- Луиза Генриетта Каролина (14 июня 1763 — 30 марта 1845) незамужняя и бездетная.
- Сын (9 марта 1768 г. - март 1768 г.).